# テイクシステムズ
株式会社テイクシステムズ（英: TAKESYSTEMS Co.,LTD.）は、テレビ技術を専門とする技術プロダクション。テレビ朝日の完全子会社である。

## 概略
テレビ朝日・テレビ朝日映像・日放の出資により1985年（昭和60年）7月29日設立。当時の全国朝日放送がテレビ朝日アーク放送センターを開設する前に設立された放送技術プロダクション。同時に、当時のテレビ朝日六本木センターの第1・2・3・4スタジオの管理運営を担当していた。
創立当初から、テレビ朝日・日放・テレビ朝日映像などからの出向・専門職委託のスタッフによって技術力を上げる。
2004年6月、アークヒルズ内「アーク放送センター」のA・B・Cの3つのスタジオの管理・運営をテレビ朝日から譲り受けた。
テレビ朝日の子会社化を期に、スタジオ管理業務から撤退し、映像プロダクション機能に特化。アークヒルズのスタジオはテレビ朝日専用に戻されている。その一方映像プロダクションとしては引き続きテレビ朝日系列以外の各社との関係を継続している。
2013年10月21日より本社をアーク放送センターからEXタワーに移転した。

## 役員
2022年現在
- 代表取締役社長：朱牟田眞吾
- 取締役：向井美和、桂川英樹、横関正人
- 取締役(非常勤)：福田泉（株式会社シーエス・ワンテン 代表取締役社長）、大場洋士（株式会社テレビ朝日 取締役）
- 監査役(非常勤)：長田　明（株式会社テレビ朝日ホールディングス 取締役）

## 主な技術協力番組
凡例
太字：現在放映また継続（特番の場合）されている番組、これから放映する予定の番組またはWEBコンテンツの場合は現在アーカイブ公開されている番組、これから配信する予定の番組。
特に記述がない場合はEXまたはABEMAで放送。

### インターネット動画配信

#### AbemaNews
- 原宿AbemaNews（ViViA　2016年4月-）
- AbemaPrime（JCTV　2016年4月-）
- こちらみんカメ編集部（JCTV　2016年4月-）
- みのもんたのよるバズ!（JCTV　2016年4月-）
- Abemaエンタメサンデー（ViViA　2016年7月-2017年6月）

#### バラエティ
- 千原ジュニアのキング・オブ・ディベート（ViViA　2016年9月-）

#### ドラマ
- 特命係長 只野仁 AbemaTVオリジナル（MMJ　2017年1月-2月）